# دومنیکو دونزلی
دومنیکو دونزلی (ایتالیایی: Domenico Donzelli؛ ‏ ۲ فوریهٔ ۱۷۹۰ – ۳۱ مارس ۱۸۷۳) خواننده اپرا اهل پادشاهی ایتالیا بود.
وی صدایی قوی داشت و مابین سال‌های ۱۸۰۸ تا ۱۸۴۱ میلادی، موفقیت‌های چشمگیری در پاریس، لندن و زادگاهش ایتالیا به‌دست آورد. داستان‌هایی نقل شده که تلاش برای تقلید از سبک پرقدرت آوازخوانی دونزلی ممکن است باعث مرگ یکی از همکاران جوان او، آمریکو زبیگولی، شده باشد. زبیگولی در سال ۱۸۲۱ همراه با دونزلی برای اجرای نخستین اپرای «زُرایدا دی گرانادا» اثر گائتانو دونیزتی در «تئاترو آرژانتینا» رم به کار گرفته شده بود. گفته می‌شود که زبیگولی هنگام تمرین‌ها، در تلاش برای رسیدن به قدرت اجرای دونزلی، رگی در گلویش پاره شد و در نتیجه جان سپرد.